# FKチャースラフ
FKチャースラフ（チェコ語: FK Čáslav）は、チェコの中央ボヘミア州のチャースラフをホームタウンとするサッカークラブ。

## 歴史
クラブは1902年にSKステラ・チャースラフの名前で創設された。1927年にSKチャースラフに改称、1949年にはスラヴォイ・チャースラフと合併し、SKコスモス・チャースラフが誕生した。1989年、FCゼニト・チャースラフに改称した。2009年、フォトバロヴァー・ナーロドニー・リガで2位になり、ガンブリヌス・リガに昇格する権利を得たが、1.FCスロヴァーツコにライセンスを売却してFNLに留まった。2011年、FKチャースラフに改称した。